# 杨崖集镇
杨崖集镇，是中华人民共和国甘肃省白银市会宁县下辖的一个乡镇级行政单位。
2016年6月8日，甘肃省民政厅批复同意撤销杨崖集乡，设立杨崖集镇。

## 行政区划
杨崖集镇下辖以下地区：
杨崖集村、东阳村、罐子峡村、刘家咀村、魏家岔村、厍家河村、红土坡村、陇西川村、王家湾村、姚家坡村、邢坪村和北坪村。